# Айнбек
Айнбек (нім. Einbeck) — місто в Німеччині, розташоване в землі Нижня Саксонія. Входить до складу району Нортгайм.
Площа — 231,31 км2. Населення становить 30 420 ос. (станом на 31 грудня 2021).